# Bastilla acuta
Bastilla acuta là một loài bướm đêm thuộc họ Erebidae. Nó được tìm thấy ở Himalaya, Đài Loan, bán đảo Mã Lai, Sumatra và Borneo.

## Phụ loài
- Bastilla acuta acuta
- Bastilla acuta korintjiensis (bán đảo Mã Lai, Sumatra, Borneo)

## Hình ảnh

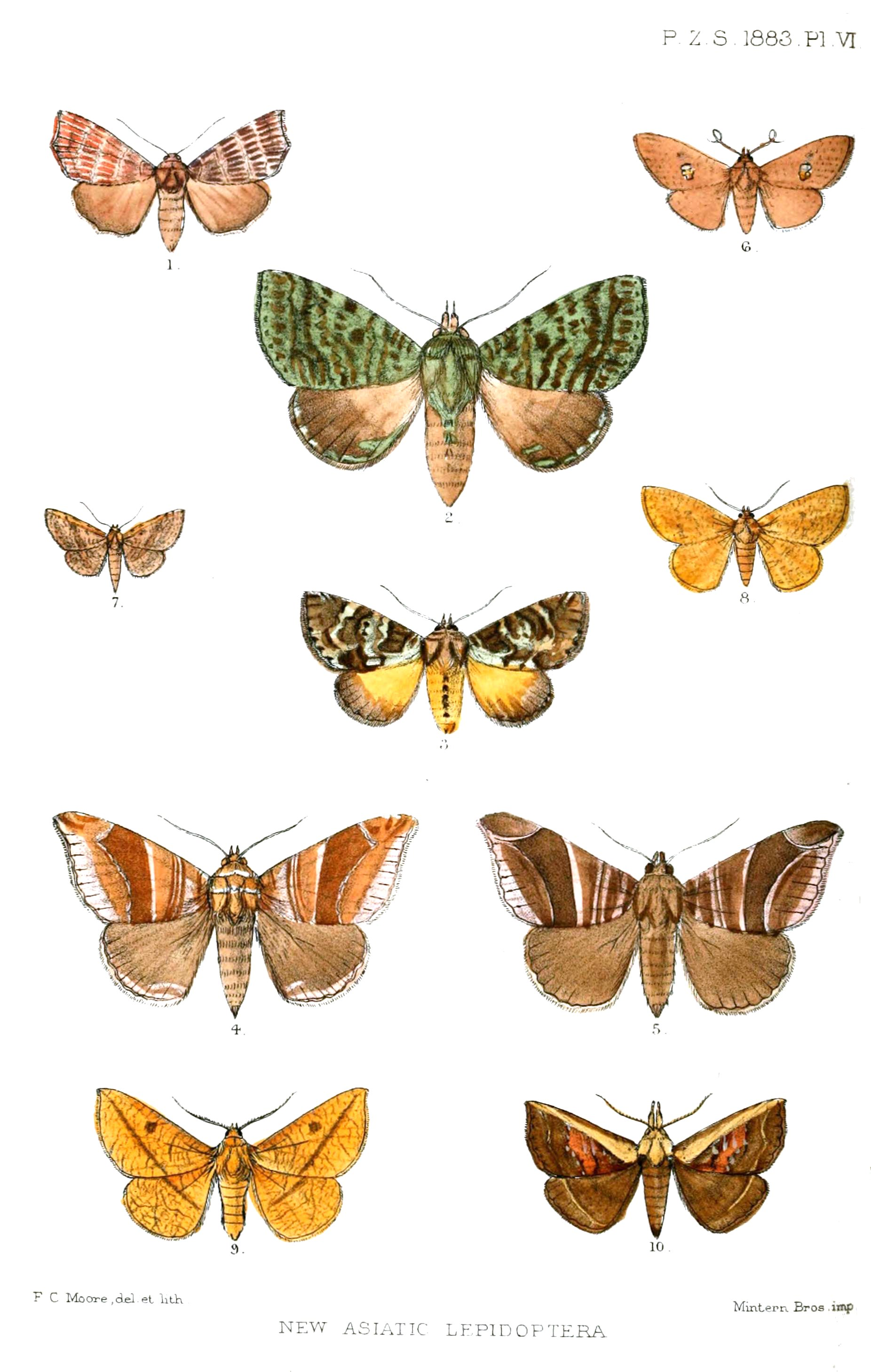